# Heinz-Wilhelm Eck
Heinz-Wilhelm Eck (27 de Março de 1916 - 30 de Novembro de 1945) foi um comandante de U-Boot que serviu na Kriegsmarine durante a Segunda Guerra Mundial.